# Dibamus smithi
Dibamus smithi là một loài thằn lằn trong họ Dibamidae. Loài này được Greer mô tả khoa học đầu tiên năm 1985.